# Davor Bernardić
Davor Bernardić, hrvaški politik in fizik, * 5. januar 1980, Zagreb, SR Hrvaška, SFRJ. 
Od leta 2016 do 2020 je bil predsednik Socialdemokratske stranke. Bil je tudi eden od štirih podpredsednikov SDP, vodja zagrebške podružnice SDP in predsednik Foruma mladih SDP. Bernardić je bil petkrat izvoljen v hrvaški parlament in zastopal 1. volilni okraj.